# 妹尾ゆふ子
妹尾 ゆふ子（せのお ゆふこ、1966年3月9日 - ）は、千葉県出身の日本のファンタジー作家。

## 人物
- 1992年、白泉社の雑誌『小説花丸』（増刊）に掲載された『仮面祭』で小説家デビュー。
- 実姉は漫画家のめるへんめーかー。1977年からアシスタントを務めた。
- 既婚。子どもは息子が一人。
- 2018年、乳がん発症。2023年、再発が認められる。

## 作品

### 小説

#### 夢語りの詩シリーズ
花丸ノベルズ、イラスト:杉山志保子
- 竜の哭く谷 1992年2月 ISBN 9784592860228
- 邪眼の王子 1992年9月 ISBN 9784592860433
- 仮面祭 夢語りの詩・番外編 1993年1月 ISBN 9784592860563

#### 魔法の庭シリーズ
イラスト:春日聖生
- 大陸ノベルス版
  - 風人の唄 1992年4月 ISBN 9784803340921
  - 天界の楽 1992年9月 ISBN 9784803342826
- ファンタジーの森版（プランニングハウス刊）
  - 風の名前 1998年12月 ISBN 9784939073038
  - 風人の唄 1999年3月 ISBN 9784939073076
  - 天界の楽 1999年5月 ISBN 9784939073151
  - 地上の曲 1999年10月 ISBN 9784939073250

#### 夢の岸辺シリーズ
講談社X文庫ホワイトハート、イラスト:わかつきめぐみ
- 太陽の黄金 雨の銀 1993年10月 ISBN 9784062551458
- 天使の燭台 神の闇 1994年1月 ISBN 9784062551540
- 現実の地平 夢の空 1994年4月 ISBN 9784062551656

#### 真世の王シリーズ
- 異次元創世記 赤竜の書 （角川スニーカー文庫、イラスト:弘司） 1995年5月 ISBN 9784044164010
- 真世の王 上 黒竜の書 （EXノベルズ、イラスト:金田榮路）2002年5月 ISBN 9784757507029
- 真世の王 下 白竜の書 （EXノベルズ、イラスト:金田榮路） 2002年5月 ISBN 9784757507036

#### チェンジリングシリーズ
ハルキ文庫、イラスト:金田榮路
- チェンジリング 赤の誓約(ゲァス) 2001年3月  ISBN 9784894568402
- チェンジリング 碧の聖所(ネウェド) 2001年7月  ISBN 9784894568761

#### 翼の帰る処シリーズ
イラスト:ことき
- 幻狼ファンタジアノベルス版
  - 翼の帰る処 上 2008年10月 ISBN 9784344814660　
  - 翼の帰る処 下 2008年11月 ISBN 9784344814936
  - 翼の帰る処2-鏡の中の空-上 2009年7月 ISBN 9784344817074
  - 翼の帰る処2-鏡の中の空-下 2009年8月 ISBN 9784344817401
  - 翼の帰る処3-歌われぬ約束-上 2010年7月 ISBN 9784344820005
  - 翼の帰る処3-歌われぬ約束-下 2011年8月 ISBN 9784344820760
- 単行本版（幻冬舎コミックス刊）
  - 翼の帰る処 上 2012年10月  ISBN 9784344826342　
  - 翼の帰る処 下 2012年10月  ISBN 9784344826359
  - 翼の帰る処2-鏡の中の空-上 2012年11月 ISBN 9784344826670
  - 翼の帰る処2-鏡の中の空-下 2012年11月 ISBN 9784344826687
  - 翼の帰る処3-歌われぬ約束-上 2012年12月 ISBN 9784344826922
  - 翼の帰る処3-歌われぬ約束-下 2012年12月 ISBN 9784344826939
  - 翼の帰る処4-時の階梯-上 2013年2月  ISBN 9784344827462　
  - 翼の帰る処4-時の階梯-下 2013年11月 ISBN 9784344829695
  - 翼の帰る処5-蒼穹の果てへ-上 2015年3月 ISBN 9784344834156　
  - 翼の帰る処 番外編 ―君に捧ぐ、花の冠― 2018年1月 ISBN 9784344841475
  - 翼の帰る処 番外編2 ことば使いと笑わない小鬼 2020年4月 ISBN 9784344846487

#### その他
- NAGA 蛇神の巫 （ハルキ文庫、イラスト:菅原健） 2000年9月  ISBN 9784894567566

### ゲームノベライズ
- レディストーカー 過去からの挑戦 （ログアウト冒険文庫） 1995年4月 ISBN 9784893663474
- アンジェリーク アンサンブル 3 あなたと唄うラブソング （光栄） 1996年6月 ISBN 9784877193683
- 小説 ロマンシング サガ ミンストレルソング 皇帝の華 （GAME NOVELS） 2005年9月 ISBN 9784757515420
- パレドゥレーヌ～薔薇の守護～ （コナミノベルス） 2006年12月  ISBN 9784861558337
- 鋼鉄三国志～呉書異説～（コナミノベルス） 2007年7月 ISBN 9784861551833